# Martes flavigula flavigula
Martes flavigula flavigula es una subespecie de  mamíferos carnívoros  de la familia Mustelidae,  subfamilia Mustelinae.

## Distribución geográfica
Se encuentra en el Himalaya y el Asia Oriental.